# Bart Claes
Bart Claes, né le 8 avril 1989 à Malines, est un homme politique belge, membre du Vlaams Belang (VB).

## Biographie
Bart Claes nait le 8 avril 1989 à Malines.
Lors des élections régionales de 2019, il est élu député au Parlement flamand.